# Batilda
Batilda (626 - 30 de janeiro de 680) foi uma aristocrata anglo-saxã vendida como escrava na França que casou com Clóvis II, rei da Nêustria e da Borgonha, que se tinha encantado com sua virtude e prudência.

## Vida e obras
Com a morte de Clóvis, Batilda se tornou regente de seu filho Clótário, governando o reino com rara habilidade. Ela aboliu a prática de comércio de escravos cristãos.
Batilda fundou as Abadia de Chelles no departamento de Vale do Marne em 658, e a Abadia de Corbie em 659/661, na comuna de Corbie.
A rainha morreu em 30 de janeiro de 680 e foi enterrada na referida Abadia. A sua hagiografia foi escrita logo após a sua morte, provavelmente por alguém da comunidade de Chelles.
Seu culto oficialmente começou quando seus restos mortais foram transferidos da Abadia para uma nova igreja em 833, sob o patrocínio do rei dos Francos, Luís, o Piedoso. Batilda foi canonizada pelo Papa Nicolau I, 200 anos após a sua morte.

## Filhos
O casal teve três filhos:
- Clotário III (652 — 673), rei da Austrásia, Nêustria, Borgonha e dos Francos, como sucessor de seu pai;
- Quilderico II  (653 — 675), rei da Austrásia, Nêustria, Borgonha e dos Francos, como sucessor de seu irmão;
- Teodorico III da Nêustria (652 — 691) , rei da Austrásia, Nêustria, Borgonha e dos Francos, como sucessor de seu irmão. Sua primeira esposa foi Clotide de Herstal, filha de Ansegisel e da santa Begga de Landen, com quem teve dois filhos: Clóvis IV e Quildeberto III. Seu segundo casamento foi com a santa Amalaberga de Nêustria, com quem foi o pai de Chrotlinda;

## Sinete de Batilda

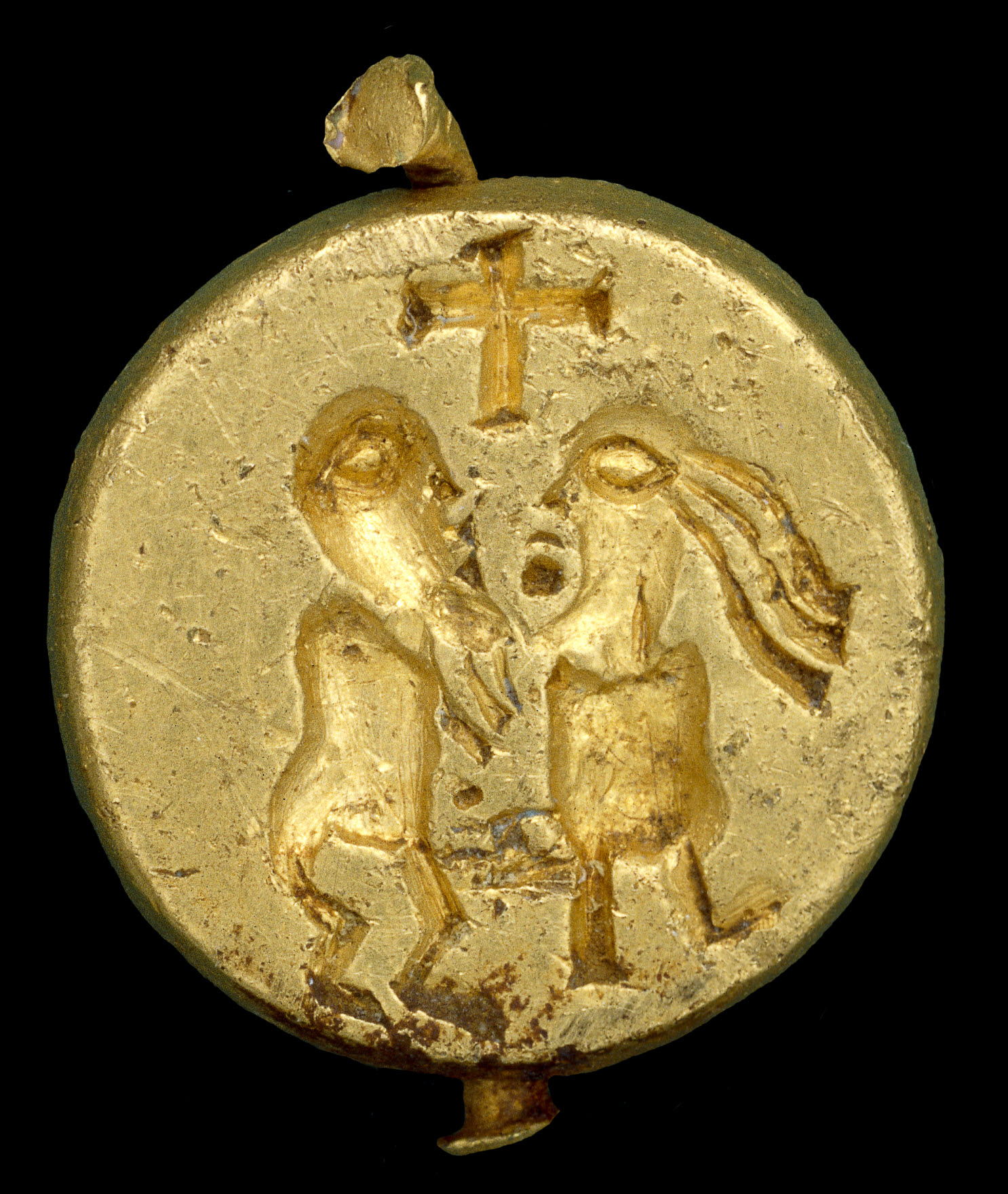
O sinete.

Um sinete de ouro, atualmente localizado no Museu do Castelo de Norwich, foi descoberto em 1999 por um detector de metais em Postwick, no condado de Norfolk, na Ânglia Oriental, na Inglaterra. Em um dos lados há o rosto de uma mulher com a inscrição BALDAHILDIS, em língua franca. Já o outro lado retrata um casal nu, homem e mulher, se abraçando sob uma cruz.
Um dois lados deveria ser usado em documentos oficiais, enquanto o outro, seria apenas utilizados em papéis privados. O sinete pode ter sido usado por um dos representantes de Batilda.